# Yakovlev Yak-52
El Yakovlev Yak-52 (en ruso: Як-52) es un avión de entrenamiento soviético. Voló por primera vez en 1976 y sigue siendo fabricado en Rumanía, por Aerostar. El Yak-52 fue utilizado originalmente como entrenador de acrobacias por los estudiantes de la organización soviética de entrenamiento DOSAAF. Esta organización entrenaba pilotos tanto civiles como militares.

## Diseño y desarrollo

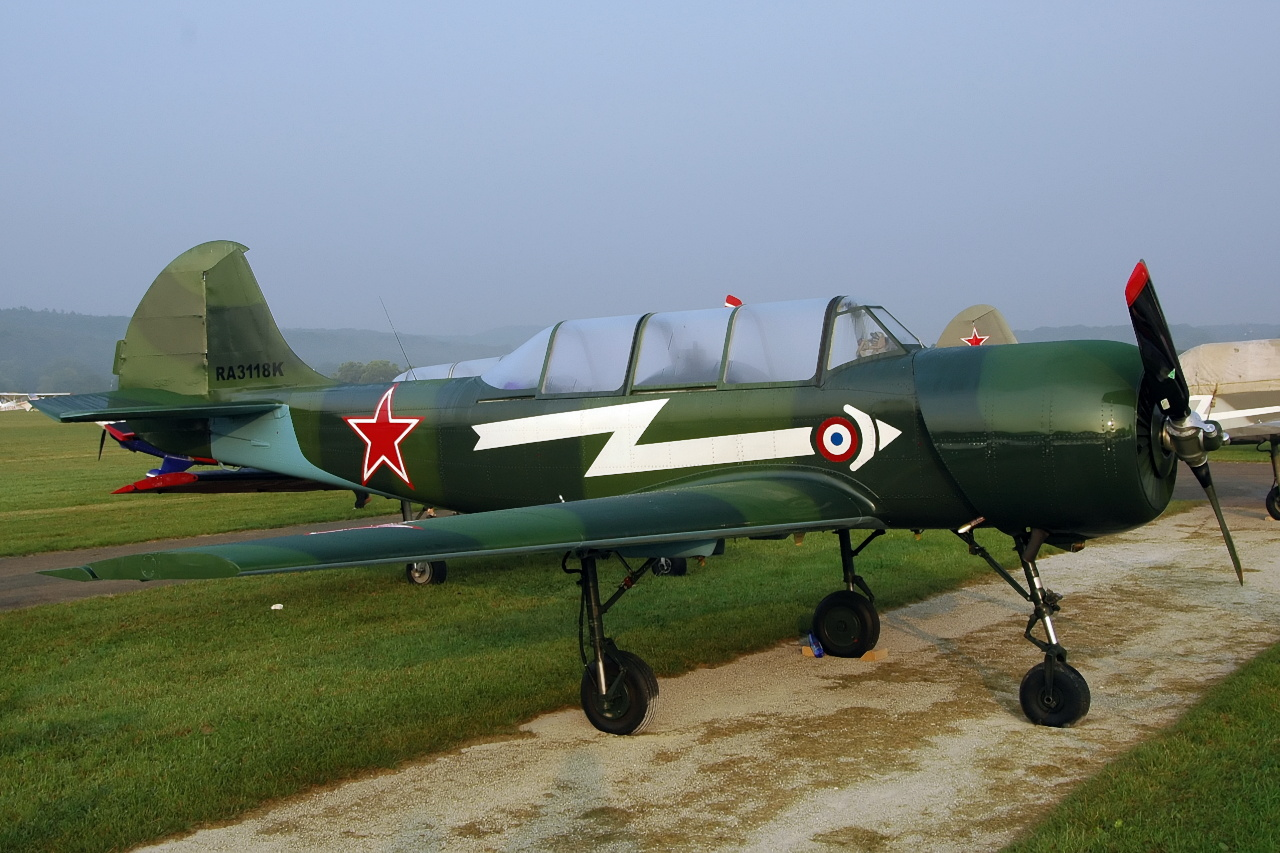

Desde principios de los años 90 y tras la caída de la Unión Soviética, muchos de estos aviones han sido exportados a países occidentales a asociaciones y clubes, así como a particulares aficionados a la acrobacia. De los aproximadamente 1800 aparatos que se han producido hasta la fecha, la mayoría de ellos vuelan ahora en Estados Unidos, Reino Unido, Nueva Zelanda, Australia, Países Bajos e incluso España.
Desarrollado a partir del avión acrobático de competición de una sola plaza Yakovlev Yak-50, el Yak-52 está equipado con un motor radial Vedeneyev M-14P de 360 hp y 9 cilindros en estrella, es totalmente acrobático, con sistema de recuperación de aceite para el vuelo invertido con una limitación de 2 minutos. Al ser un derivado del Yak-50, conserva muchas características del mismo, como la estructura, de aleación de aluminio D1 y AK-6, y acero 30khGSA. La hélice V-530 TA-D35, de paso variable y velocidad constante, tiene dos palas de madera de 2,4 m de diámetro.
Con un peso en vacío de 1040 kg, el Yak-52 tiene una alta capacidad de respuesta como avión acrobático. Además, es de muy fácil manejo, volando y aterrizando. Es usado en todo tipo de competiciones de acrobacia hasta en los niveles más avanzados. Tiene un factor de carga de diseño de +9/-6 G, rota (hacia la derecha) a 180 grados/s, y es capaz de realizar todas las maniobras del catálogo Aresti.
El Yak-52, como la mayoría de aviones militares soviéticos, fue diseñado para operar en las peores condiciones con un mantenimiento mínimo. Uno de sus factores clave, que le diferencia de la mayoría de los aviones occidentales, es su extenso sistema neumático. El sistema de arranque del motor, tren de aterrizaje, flaps, frenado y control de dirección son accionados neumáticamente. Es de especial dificultad de manejo el sistema de frenado/dirección, ya que la aeronave usa frenado diferencial controlado por los pedales y una palanca de accionamiento manual en el mando de control.
El tren de aterrizaje es totalmente retráctil, pero permanece externo al no tener pozo, lo cual añade resistencia, útil en algunas maniobras, y supone una medida de protección en caso de aterrizaje forzoso con el tren arriba.
Un buen número de versiones "occidentalizadas" están siendo fabricadas actualmente. Se sustituye la aviónica soviética, ajustando una hélice acrobática tripala, asientos eyectables, etc.

### Operadores militares
Los Yak-52 han servido en los ejércitos de Ucrania, Georgia, Hungría (Fuerza Aérea Húngara), Lituania (patrulla fronteriza), Rumanía, Rusia/Unión Soviética y Vietnam.

## Variantes

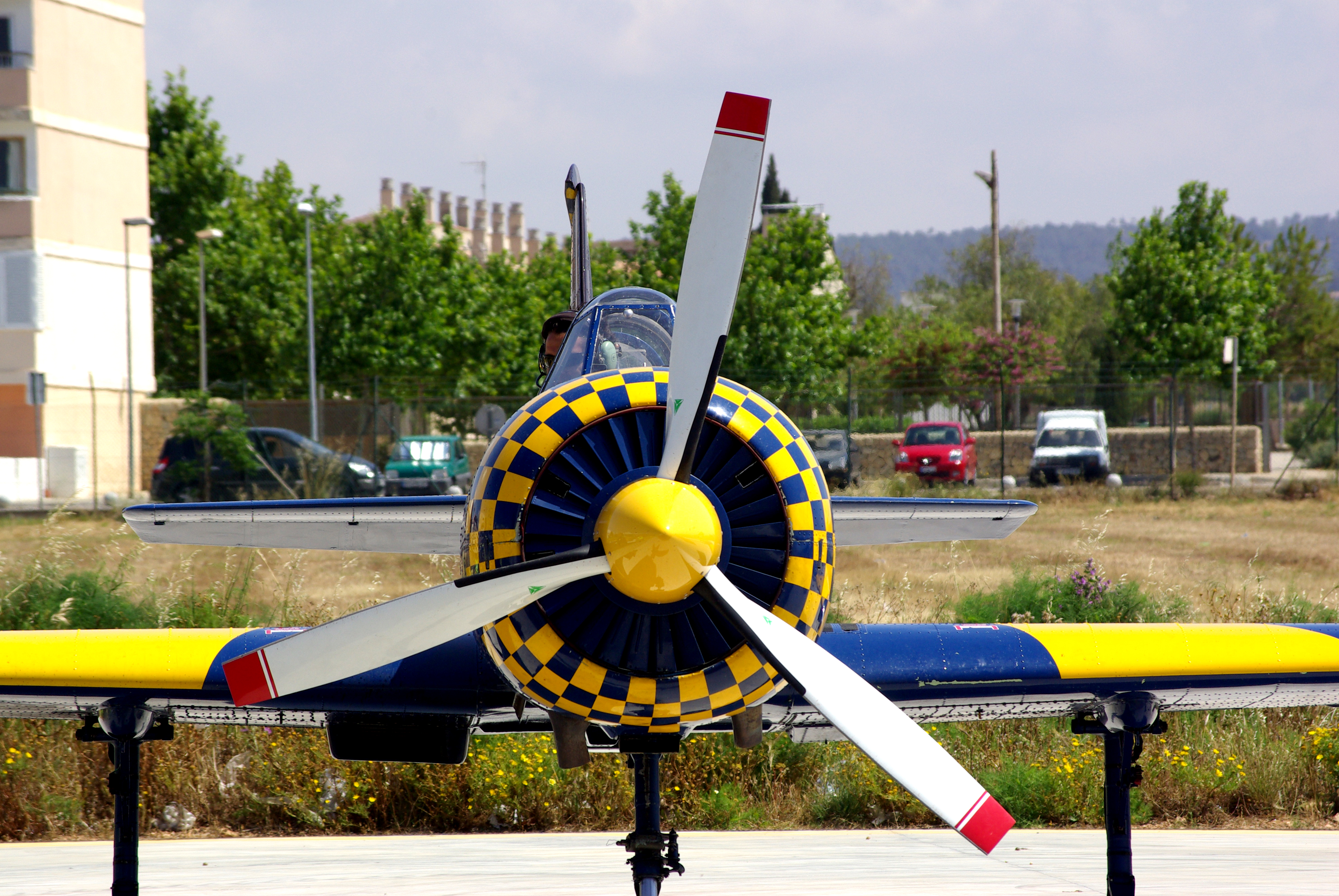
EC-IAL en Son Bonet.

Yak-52
Avión entrenador primario biplaza, propulsado por un motor radial de nueve cilindros Vedeneyev M14P de 268 kW (360 hp).
Yak-52B
Avión de ataque a tierra ligero biplaza, armado con dos contenedores de cohetes UB-32-57, cada uno capaz de llevar 32 cohetes aire-tierra S-5.
Yak-52M
Versión modernizada de 2003, propulsada por un motor radial Vedeneyev M-14Kh. Está equipada con una hélice tripala, nueva aviónica y sistema de escape de la tripulación.
Iak-52
Designación rumana para el Yak-52 fabricado por Aerostar.
Aerostar Condor
Versión occidentalizada propuesta por Aerostar, propulsada por un motor Lycoming O-540.
Iak-52W
Versión occidentalizada fabricada por Aerostar, propulsada por un motor M14P o M14Kh, pero con instalación de toda la instrumentación occidental.
Iak-52TW
Versión occidentalizada fabricada por Aerostar, propulsada por un motor M14P o M14Kh y rueda de cola en lugar de la frontal. Esta versión tiene instrumentación occidental, ala profundamente modernizada que permite la completa retracción de las ruedas principales y, también, aumento del volumen de los depósitos de combustible hasta los 280 l.

## Especificaciones
Referencia datos: Jane's All The World's Aircraft 1993-94

### Características generales
- Tripulación: Dos (alumno e instructor)
- Longitud: 7,8 m (25,4 ft)
- Envergadura: 9,3 m (30,5 ft)
- Altura: 2,7 m (8,9 ft)
- Superficie alar: 15 m² (161,5 ft²)
- Peso vacío: 1040 kg (2292,2 lb)
- Peso máximo al despegue: 1290 kg (2843,2 lb)
- Planta motriz: 1× motor radial de 9 cilindros refrigerado por aire Vedeneyev M14P.
  - Potencia: 268 kW (369 HP; 364 CV)
- Hélices: 1× V530 bipala de madera de paso variable y velocidad constante por motor.
- Diámetro de la hélice: 2,4 m

### Rendimiento
- Velocidad máxima operativa (Vno): 420 km/h (261 MPH; 227 kt)
- Velocidad crucero (Vc): 220 km/h (137 MPH; 119 kt)
- Alcance: 510 km (275 nmi; 317 mi)
- Techo de vuelo: 4000 m (13 123 ft)
- Régimen de ascenso: 7 m/s (1378 ft/min)
- Potencia/peso: 300 W/kg (0,18 hp/lb)

## Aeronaves relacionadas

### Desarrollos relacionados
- Yakovlev Yak-18
- Yakovlev Yak-50